# Usko Viitanen
Usko Samuel Viitanen, född 23 februari 1928 i Orimattila, död 6 juni 2005 i Helsingfors, var en finländsk operasångare (baryton, ursprungligen tenor). 
Viitanen var 1959–1981 solist vid Finlands nationalopera. Han besatt såväl en vokalt praktfull och stilistiskt flexibel stämma som en sceniskt trovärdig gestaltningsförmåga. På repertoaren hade han företrädesvis italienska roller (framförallt Giuseppe Verdi och Giacomo Puccini), Wolfgang Amadeus Mozart och Richard Wagner, men gjorde även bland annat ryska roller samt roller i inhemska operor (till exempel Tauno Pylkkänens Okänd soldat och Aulis Sallinens Det röda strecket). Han tilldelades Pro Finlandia-medaljen 1973 och utgav memoarverket Laulujen lunnaat 1985.